# 澤萊尼察河

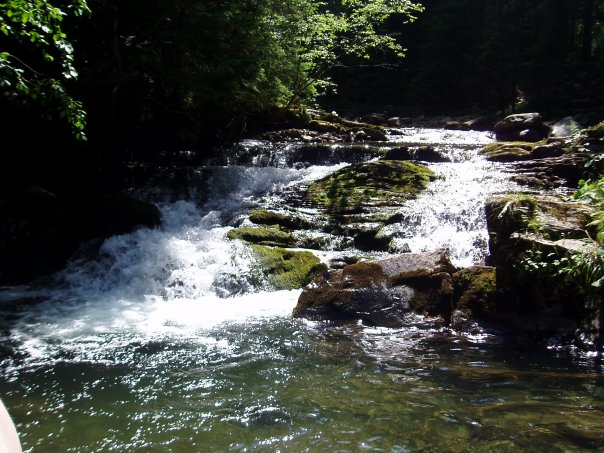

澤莱尼察河（烏克蘭語：Зелениця），是烏克蘭的河流，位於該國西部伊萬諾-弗蘭科夫斯克州，屬於維斯特里察-納德維爾尼揚斯卡河的支流，流經纳德维尔纳区，河道全長26公里，流域面積138平方公里。